# یوتا گاو
یوتا گاو یک ستاره است که در صورت فلکی ثور قرار دارد.